# Beaumont-le-Roger
Beaumont-le-Roger is een gemeente in het Franse departement Eure (regio Normandië). De plaats maakt deel uit van het arrondissement Bernay. Beaumont-le-Roger telde op 1 januari 2022 2.767 In de gemeente ligt spoorwegstation Beaumont-le-Roger.

## Geografie
De oppervlakte van Beaumont-le-Roger bedraagt 36,42 vierkante kilometer; de bevolkingsdichtheid is 76 inwoners per km² (per 1 januari 2019).

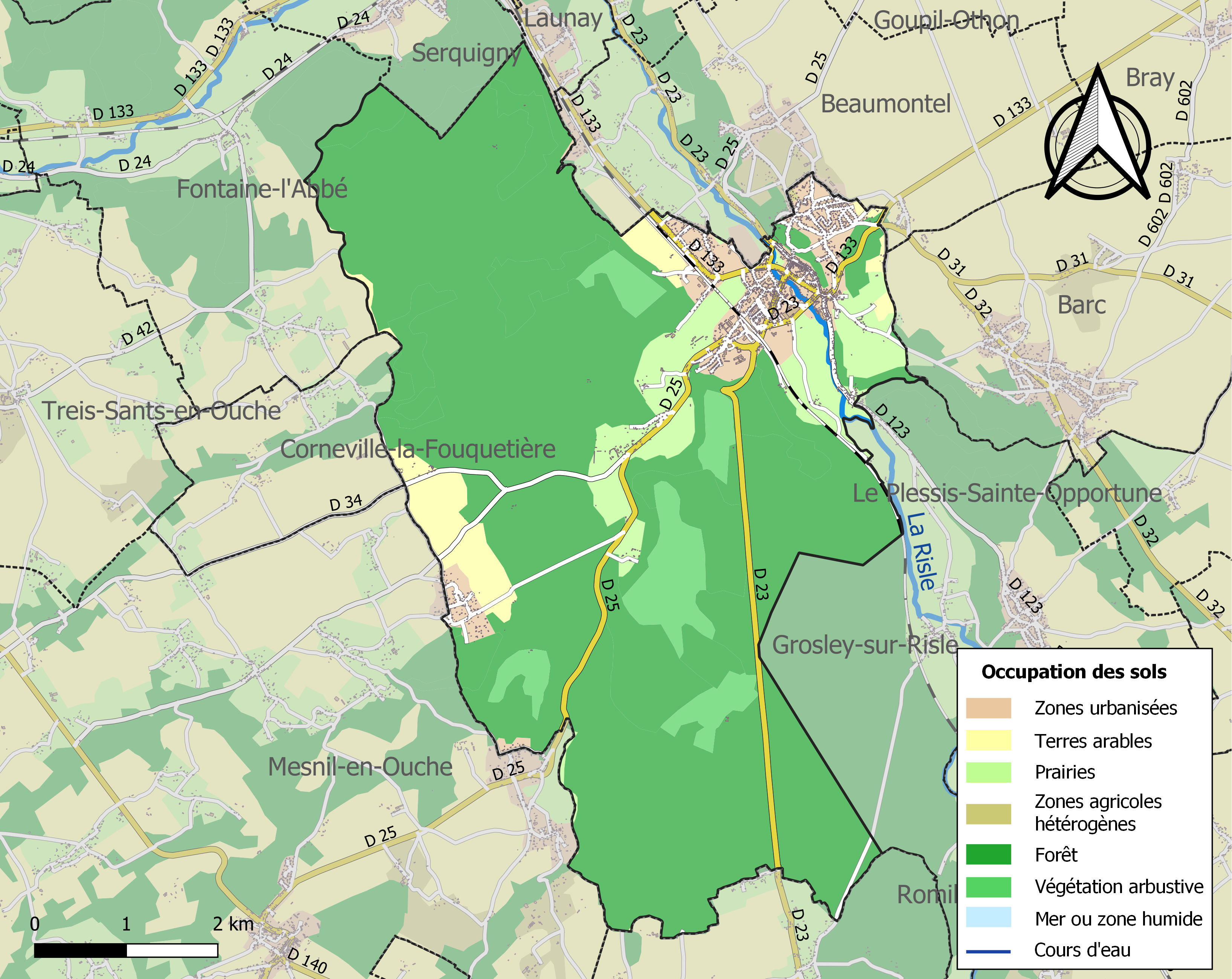
Kaart van de gemeente met belangrijkste infrastructuur, bodemgebruik en omliggende gemeenten

## Demografie
Onderstaande figuur toont het verloop van het inwonertal (bron: INSEE-tellingen).